# Hágár (Biblia)
Hágár (héberül הָגָר Hágár, jelentése idegen, bujdosó; arabul هاجر Hádzsar/Hágar) a Héber Biblia leírása szerint Ábrahám feleségének, Sárának a szolgája volt. Mivel úgy tűnt, hogy Sára meddő, ezért ő maga adta a szolgálót Ábrahámnak, hogy utóda születhessen. Ebből a kapcsolatból származik az ősatya elsőszülött fia, Ismáel, akit az arab népek ősatyjának tekintenek.
Hágár a vallástörténet egyik érdekes alakja, hiszen történetét az ábrahámi vallások, azaz a judaizmus, a kereszténység és az iszlám is másképpen hangsúlyozza és értelmezi. Mindhárom világvallás ősatyaként tekint Ábrahámra, akiben egyesül a hit és a család szentsége. Ezt az egységet bontja meg Sára és Hágár szembenállása.
Amikor Ábrahám még atyái szállásterületén megkötötte első szövetségét Istennel, Sára már törvényes felesége volt. Ezért az Isten által neki tett ígéretek, miszerint a magja megsokasodik, és ők lesznek az ígéret földjének, Kánaánnak az urai, a zsidó és keresztény értelmezés szerint Sárán keresztül teljesülhetnek be. Az Ószövetséget elfogadó két vallás tehát egyedül Sára magját, Izsákot tekinti az isteni ígéret hordozójának. Ezzel szemben az iszlám úgy vélekedik, hogy Isten áldása Ábrahám elsőszülött gyermekében, azaz Ismáelben, Hágár fiában él tovább. Ezért az iszlám Hágárt ősanyának, matriarchának tekinti.

## Hágár az Ótestamentumban
Hágár történetét a Bibliában a Teremtés könyve írja le. A Szentírás akkor említi először, amikor Ábrahám és Sára immár tíz esztendeje elhagyta Egyiptomot. Vagyis Hágár korábbi sorsa felől mindössze a Bibliához fűzött kommentárok adnak bővebb információt. Az Ószövetség ekkor írja le, hogy Hágár a meddő Sára egyiptomi szolgálója volt, aki „adá azt Ábrámnak az ő férjének feleségül.” Sára szándéka az volt, hogy Hágár szüljön gyermeket a férjének, akit aztán később örökbe fogadhat, és így beteljesedhet az Úr és Ábrahám szövetsége. Ez nem egyedülálló a bibliai történetek során, hiszen később Ráhel és Lea is hasonlóképpen fogadja örökbe szolgálója (Zilpa, illetve Bilha) és Jákob gyermekeit.
A Szentírás szerint amikor Hágár megfogant Ábrahám gyermekével, felsőbbrendűnek érezte magát Sárával szemben, aki ezt egyre nehezebben viselte el. Végül Ábrahám jóváhagyásával Sára kiűzte Hágárt a vadonba. Az Úr angyala talált rá a Súr felé vezető út mentén, és azt mondta neki, hogy térjen vissza Ábrahám táborába és alázkodjon meg Sára előtt, hogy gyermekét békében megszülhesse. Az Úr fiút ígért neki, akit majd Ismáelnek fog nevezni, és utódjait megsokasítja, és Ismáelt erőssé teszi, akit egész háza tisztelni fog.
Ezek után minden úgy történt, ahogyan azt az Úr megígérte. Hágár valóban fiú gyermeket szült, akit Ismáelnek neveztek el. Tizennégy év telt el, amikor Sára csodálatos módon gyermeket fogant, és megszülte Izsákot. Sára úgy vélte, hogy Ismáel kineveti és gúnyolódik az ő gyermekén, ezért újra megkérte Ábrahámot, hogy küldje el Hágárt és gyermekét, hogy azok ne részesedjenek az örökségből. Ábrahám nem akarta elűzni Hágárt és Ismáelt, de az Úr megparancsolta neki, hogy engedelmeskednie kell Sára szavának. Ugyanakkor Ábrahám ígéretet kapott, hogy az Úr Ismáelt is nagy néppé teszi. Így Ábrahám egy kenyeret és egy tömlő vizet adott Hágárnak és fiának, majd elküldte őket táborából.
Hágár tehát újra a sivatagban találta magát, és elhatározta, hogy gyermekével együtt hazatér Egyiptomba. Azonban hamarosan eltévedt Beersheba környékén, és a vizük is kifogyott. Étlen-szomjan Ismáel nagyon elgyengült, és Hágár letette őt egy bokor árnyékába, ő maga pedig egy kicsit odébb telepedett le, mert nem akarta látni, ahogyan gyermeke kiszenved. Ekkor az Úr angyala jelent meg Hágár előtt, és azt mondta neki, hogy az Úr meghallotta a gyermek zokszavát, ezért segítségére siet, hiszen az a szándéka, hogy Ismáelt nagy nép atyjává tegye. Az angyal segítségével Hágár rátalált egy kútra, és így megmenekültek a haláltól. Hágár gyermekével együtt Párán pusztájában telepedett le. Itt Ismáelből kiváló íjász vált, és Hágár szülőföldjéről, Egyiptomból szerzett feleséget számára.
A Teremtés könyvének 21. fejezete után az Ószövetség még egyszer említi Hágárt, ahol mindössze Ismáel anyjaként emlékezik meg róla. Emellett a Krónikák első könyvében többször is találkozhatunk a Hágárénusokkal, vagy hágáritákkal, akik feltehetően Hágár leszármazottai voltak (5:10, 5:18-22, 27:31). A hágáriták népét Sztrabón az agrájok népcsoportjával azonosította, akiket arab népnek írt le, de nem sorolta őket az izmaeliták, azaz Ismáel leszármazottai közé.

## Hágár zsidó megközelítése

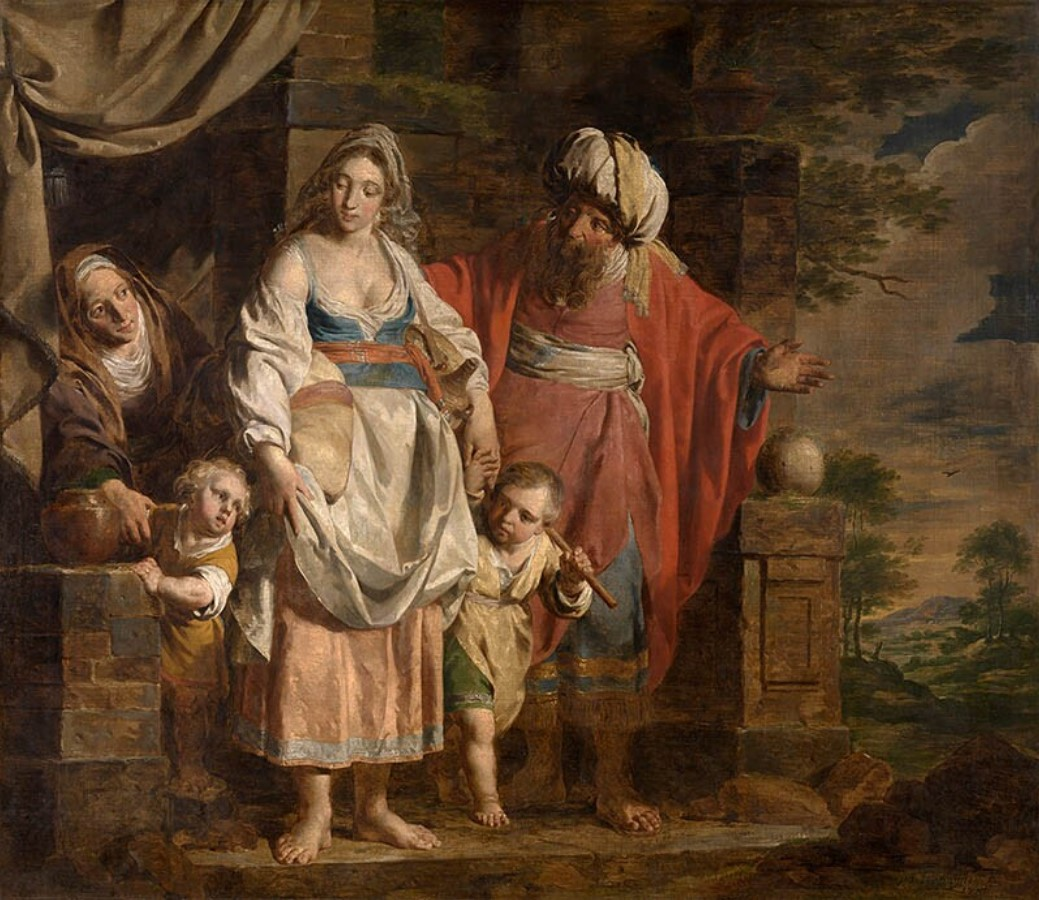
Ábrahám elbocsátja Hágárt és Izmaelt, a háttérben Sára és Izsák

Miután Hágár alakja a zsidó vallás első és egyben az egyik legfontosabb pátriárkájának, Ábrahámnak a történetét szövi át, ezért nem meglepő, hogy személye igencsak nagy jelentőséggel bír a zsidó hagyományokban, a zsidó irodalomban. A Héber Biblia szövegeihez magyarázatot fűző rabbik a midrásokban, a rabbinikus irodalomban többször is megemlítik Hágár történetét, akinek a személyiségét gyakran ugyancsak ellentmondásosan mutatják be. Többen méltatják Hágár erényeit, vallásosságát és szent jellemét. Mégis a zsidó irodalomban leggyakrabban negatív szereplőként bukkan fel.
A midrás leírása egyértelművé teszi, hogy Hágár az egyiptomi fáraó leánya volt. Amikor Ábrahám és Sára az éhínség elől a gazdag Nílus menti országba menekült, a fáraó a háremébe fogadta Sárát. De az Úr Sára védelmére kelt, hogy az uralkodó ne piszkíthassa be eltitkolt házasságát. A csodálatos isteni segítség láttán a fáraó úgy döntött, hogy leányát az Úr kegyében lévő Sárának adja. A midrás szerint a fáraó a következőket mondta: „Még az is jobb, ha leányom rabszolga egy ilyen nő házában, mint úrnő bármely más házban.” Ez a történet adta meg az alapját annak, hogy Hágár nevét a ha-agar szóösszetételből „jutalomként” fordítsák és származtassák.

### Hágár és Sára kapcsolata
A rabbinikus magyarázatok szerint Sára jól bánt szolgálójával, és azt is megengedte neki, hogy részt vegyen a nők társasági életében. Viszont Sára egyre idősebb lett, és még mindig meddő volt, ezért úgy döntött, hogy Hágárt hozzáadja Ábrahámhoz, hogy férjének háza ne maradjon gyermek nélkül. Noha Sára Hágár úrnője volt, mégis nagyon nehezen sikerült rávennie, hogy hozzámenjen Ábrahámhoz. Végül Sára azt mondta, hogy inkább „szerencsésnek és boldognak kellene tartania magát, hogy egy ilyen szenttel egyesülhet”. A rabbinikus magyarázatokból tehát kiderül, hogy Hágárnak nem sok választása volt saját sorsát illetően. Hiába ellenkezett a házasság ellen, végül mégiscsak Ábrahám második felesége lett. Ez azt is jelenti, hogy Hágár egyáltalán nem önszántából, hanem mindössze az események sodrában került kapcsolatba Ábrahámmal, amely aztán a bibliai történetek középpontjába sodorta, és szembeállította Sárával. Az ábrahámi vallások kettejük mentén szakadtak szét, ugyanis a Szentírás nem tette egyértelművé, hogy melyik nő gyermeke hordozza magában az isteni áldás örökösét. Emiatt vált központi témává az egyes vallások esetében Hágár és Sára kapcsolatának mélyebb magyarázata.

#### A Jubileumok Könyve
Sára és Hágár története természetesen nemcsak a bibliai Ószövetségben jelenik meg, hanem a korabeli apokrif iratokban is. Ezek közül a Jubileumok könyve írja le teljes terjedelmében Ábrahám két feleségének történetét, de ez a leírás több ponton is eltér a bibliai változattól. A héber nyelven íródott könyv a két nő történetének első feléből több részletet is kihagy. A Teremtés könyvének 16. versében leírtaktól eltérően a Jubileumok könyve nem említi, hogy Hágár és Sára között bármiféle feszültség állt volna fenn, sőt Hágár első sivatagba űzéséről sem esik szó.
A bibliai narráció Hágár és Sára történetére a 21. fejezetben tér vissza. Ezt a második részt a Jubileumok könyve már bővebben írja le, több helyen is kiegészítve a Teremtés könyvét. A Jubileumok könyvében például Izsák születése nagy ünnepléssel, kultikus tiszteletadással fonódott össze. Az apokrif irat azt is leírja, hogy Sára Izsák születése után is féltékeny volt Hágárra, amit leginkább gyermeke öröksége táplált. Ezért Hágárnak a Jubileumok könyvében is el kell hagynia Ábrahám táborát. A sivatagi bolyongást követően Ismáelnek születik egy gyermeke, akit a könyv Nabaióthnak nevez. Mindent egybevetve az apokrif könyv Sára féltékenységét helyezi előtérbe, és Hágárról minden értelemben kedvező képet alakít ki.

#### A Midrás leírása
A zsidó vallás rabbinikus Ószövetség-magyarázata, vagyis a Midrás a Jubileumok könyvével szemben több történetben is elemzi Hágár és Sára kapcsolatát. Miután a zsidó hit szerint Sára gyermeke, Izsák lett az isteni szövetség örököse, ezért az sem meglepő, hogy ezek a magyarázatok gyakran negatív fényt vetnek Hágárra. A két nő közötti ellentét egyes vélemények szerint már akkor kibontakozott, amikor Hágár Ábrahám felesége lett. Mások szerint csak akkor vált feszültté a feleségek kapcsolata, amikor Ábrahám teherbe ejtette Hágárt. Mindkét esetben Hágár vívta ki Sára ellenszenvét azzal, hogy felsőbbrendűnek érezte magát korábbi úrnőjével szemben. A rabbik tanítása szerint Hágár gyakran kibeszélte Sárát a háta mögött, megemlítve, hogy úrnője biztosan nem olyan isteni, mint ahogyan azt képzeli magáról, hiszen házasságának annyi éve alatt gyermektelen maradt, míg lám, ő azonnal megfogant. Hágár viselkedése bosszantotta Sárát, és ezért megalázó munkákat bízott rá. Nehéz feladatokat bízott rá, sőt mi több, még ütötte is a szolgálóját. Ezekre a megaláztatásokra egyébként maga az Ószövetség is utal. Egyes magyarázatok úgy vélték, hogy Sára azért sanyargatta Hágárt, hogy megakadályozza, hogy Ábrahámmal háljon.

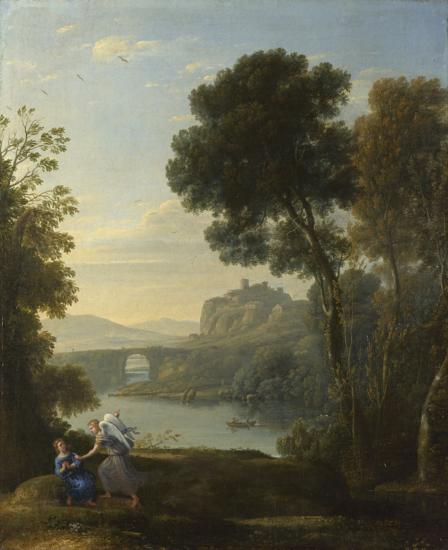
Tájkép Hágárral és az angyallal

A Szentírás szövegeit alapul véve a rabbik úgy vélik, hogy Hágár egy alkalommal elvetélt Sára gonosz pillantásától. Ez pedig azt is jelenti, hogy Ismáel valójában Hágár második gyermeke volt. Ezt a megállapítást arra alapozzák, hogy az Ótestamentum szövege szerint Hágár előbb esett teherbe (Ter. 16:4), mint ahogyan az Úr angyala megjövendölte volna, hogy gyermeke fog születni (Ter. 16:11).
A bibliai szövegeket tanulmányozó rabbik szerint Hágár bálványokat imádott, miután kiűzték őt Ábrahám táborából. A Teremtés könyve ugyanis azt írja, hogy Hágár „eltévedt” a sivatagban, vagyis elfordult Ábrahám vallásától. A Midrás szerint az is erre utal, hogy Hágár egyiptomi feleséget választott fia számára, vagyis nyíltan elfordult a judaizmustól. Ismáel feleségét több nagynevű rabbi is Khadidzsaánd Fatima néven azonosította, vagyis ugyanazzal a névvel, amely Mohamed próféta első feleségének, illetve lányának is a neve volt.
Az ószövetségi történetet követve a Midrás magyarázatai is később a fókuszt Hágárról Ismáelre terelték. Miután Izsák megszületett Sárát aggasztani kezdte Ismáel viselkedése. A Teremtés könyvének 21:9 versében Ismáel kinevette Izsákot, amikor anyjától elválasztották. A zsidó vallástudósok ezt úgy értelmezték, hogy Hágár fia Sára emlőin és Izsákon is mosolygott, vagyis szexuálisan erkölcstelen volt. Emellett a Midrás leírja, hogy Ismáel konokul ragaszkodott ahhoz, hogy apja vagyonának kétharmadát örökölje, míg Izsák mindössze egyharmadot kaphatott volna. Ismáel attól sem riadt vissza, hogy nyilait Izsáknak szegezze, azt színlelve, hogy csak játszik. Sára féltette gyermekét, és ezért kérte meg Ábrahámot, hogy küldje el Hágárt és fiát a táborból. Amikor Hágár elindult a sivatagba, Sára gonosz pillantást vetett Ismáelre, aki olyan rosszul lett, hogy az anyjának kellett cipelnie őt a sivatagban, míg az Úr végül megmentette életüket.
Összegezve a Midrás írásait, a rabbik igyekeztek Sára kegyetlennek tűnő döntését elfogadható indokokra visszavezetni. A fenti történetek a Jubileumok könyvével szemben azt sugallják, hogy Hágár mindössze csak azt kapta, amit megérdemelt. Hágár alakja a zsidó vallásos kommentárokban azonban nem egyöntetűen negatív. Egyes írások méltatják bátorságát, kegyességét és hitének szilárdságát, amely Ábrahám korában kiemelkedő volt. Ezt azzal támasztják alá, hogy Hágár nem ijedt meg, amikor az Úr angyalával találkozott, noha több kortársa ezt a halál jeleként értelmezte volna. Ezt igazolja Manoah ószövetségi története is. Gyakran kiemelik Hágár hűséges természetét, hiszen azután is hű maradt Ábrahámhoz, miután elűzték férje táborából. Éppen ezért több rabbi véli úgy, hogy Ábrahám harmadik felesége, Ketúrá, akit Sára halála után vett feleségül, valójában Hágár. Azok akik ezt az elméletet támogatják, arra hivatkoznak, hogy Sára halála után a Szentírás szerint Ábrahám elindult, hogy megkeresse Ketúrát, noha addig nem ismerhette őt. Többen úgy vélik, hogy a Hágár név, ami idegent jelent héberül, mindössze egyfajta beceneve volt Ábrahám második feleségének, és valódi személyneve Ketúrá volt.
A rabbik úgy vélekednek, hogy Hágár később visszatért Ábrahám táborába, méghozzá Izsák vezette őt vissza. A Teremtés könyve leírja, hogy Izsák a Lakhai Rói forrásaitól érkezett vissza apja táborába, arról a helyről, ahol Hágár is megtelepedett.

### Magyarország: Hágár földje
A középkori zsidó irodalomtól kezdve létezik egy különös kapcsolat Magyarország és Hágár között. A diaszpórában, azaz a Szentföldtől távol élő zsidó közösségekben szokássá vált, hogy az egyes népeket, országokat egy olyan bibliai alakról nevezzék el, akinek a neve hangzásban hasonlít az adott ország nevére. Magyarország nemzetközi elnevezése, a Hungaria hasonlít Hágár nevére, a középkori zsidó irodalomban ezért többször is úgy utalnak Magyarországra mint Hágár földjére.
A 19. század végén elterjedt egy elmélet, miszerint Magyarország mindezek mellett azért kapta nevét Ábrahám második feleségéről, mert a zsidóság ezzel akart utalni a magyar törzsek keleti származására is. Hágárra a zsidóság az arabok ősanyjaként tekint, akiket szintén keleti népnek tartanak.

## Hágár a kereszténységben
Hágár keresztény felfogásának alapját Pál apostol galatákhoz írott levele veti meg, amely Hágár ószövetségi történetéhez fűz magyarázatot:

Pál leveléből kitűnik, hogy Sínai hegyét egykor Hágár néven ismerték, amit a bibliai Hágárról neveztek el. Pál a Tóra törvényeit, amelyeket Mózes a Sínai hegyen kapott meg, az izraeliták kötöttségeivel, hitük rabságával kötötte össze. A Sínai hegyet és a zsidók hitét pedig Hágár személyiségével azonosította, míg a mennyei, szabad Jeruzsálem Sára és gyermeke metaforájává vált.
Ennek a metaforának az értelme akkor válik igazán érthetővé, ha megismerjük a korai keresztény egyház történeti hátterét. A kereszténység legelső ismert írói még nem emelik ki az új vallás elkülönülését a judaizmustól. Pál galatákhoz írott levele fel sem merül a korai teológiai művekben, sőt, ezek a munkák egyfajta gyermeki áhítattal közelednek az anyavallás, azaz a zsidó vallás felé. Az évek múltával azonban a kereszténység egyre jobban elterjedt, egyre erősebb lett, és lassan politikai erővé vált, később össze is fonódott vele. A Krisztus utáni harmadik század közepétől kezdve egyre gyakrabban lehet olvasni Hágár és Sára allegorikus alakjairól. A korai keresztény egyház vezetői arra használták fel Ábrahám és két feleségének történetét, hogy megvédjék saját vallásukat legfőbb riválisaikkal szemben. Sára egyre többször jelent meg a „templom” szimbólumaként, míg Hágár a „zsinagógát” jelentette. Alexandriai Órigenész az elsők között volt, aki az Úr Ábrahámnak tett ígéretét, miszerint leszármazottai olyan sokan lesznek, mint a csillagok (Ter. 15:5), összekötötte a kereszténység növekedésével és felsőbbrendűségével. Cyprianus, Karthágó püspöke Órigenésszel egyetértve rámutat, hogy a keresztény egyház egyre gyarapodik a nem-zsidók megtérítése által, míg a zsidóság száma egyre csökken.
Ugyanezt a nézőpontot több mint egy évszázaddal később Aranyszájú Szent János is felkarolta. Írásaiban becsmérli azokat a keresztényeket, akik még mindig ragaszkodnak a zsidó rituálék megtartásához. Arra emlékezteti őket, hogy ők immár a „szabad Jeruzsálem” gyermekei, nem pedig a szolgáló Hágár leszármazottai. Szent Jeromos Sára történetét a keresztény egyház növekedésével állítja párhuzamba, hiszen eredetileg Ábrahám első felesége meddő volt, majd magja megsokasodott. Hippói Szent Ágoston azt írja, hogy Hágár szimbolizálja a földi várost, azaz az emberiség bűneit. Ez a földi város kettős tartalommal rendelkezik, egyrészt a bűnös földi város valójával, másrészt pedig a mennyei város jelenlétével. A város minden egyes lakója automatikusan a földi város részévé is válik, hiszen az emberi természet velejárójával, a bűnnel együtt születünk. Ezzel szemben a mennyei város kapuin csak akkor kaphat az ember bebocsátást, ha megszabadítja emberi természetét a bűnöktől. Ezt a magyarázatot a későbbi korok nagy teológusai is felkarolták, és továbbfejlesztették. Ágoston magyarázataival foglalkozott Aquinói Szent Tamás és John Wycliffe is, aki Sára gyermekeit a megváltás gyermekeinek nevezte, Hágár gyermekeit pedig olyanoknak, akik nem találnak majd megváltást.
Pál tehát Hágárt a judaizmussal azonosította, hiszen maga Hágár szimbolizálta azt a köteléket, amely a zsidóságot a régi törvényekhez, azaz az Ószövetséghez köti. Ebben az értelemben Pál a zsidókat, hitbeli szempontból nem Sára leszármazottainak, hanem Hágár gyermekeinek tekinti. A középkori keresztény királyságokban ez az elmélet vetette meg az alapját a zsidók elnyomásának, hiszen őket egy szolgáló leszármazottainak tekintették.

## Az iszlám ősanyja

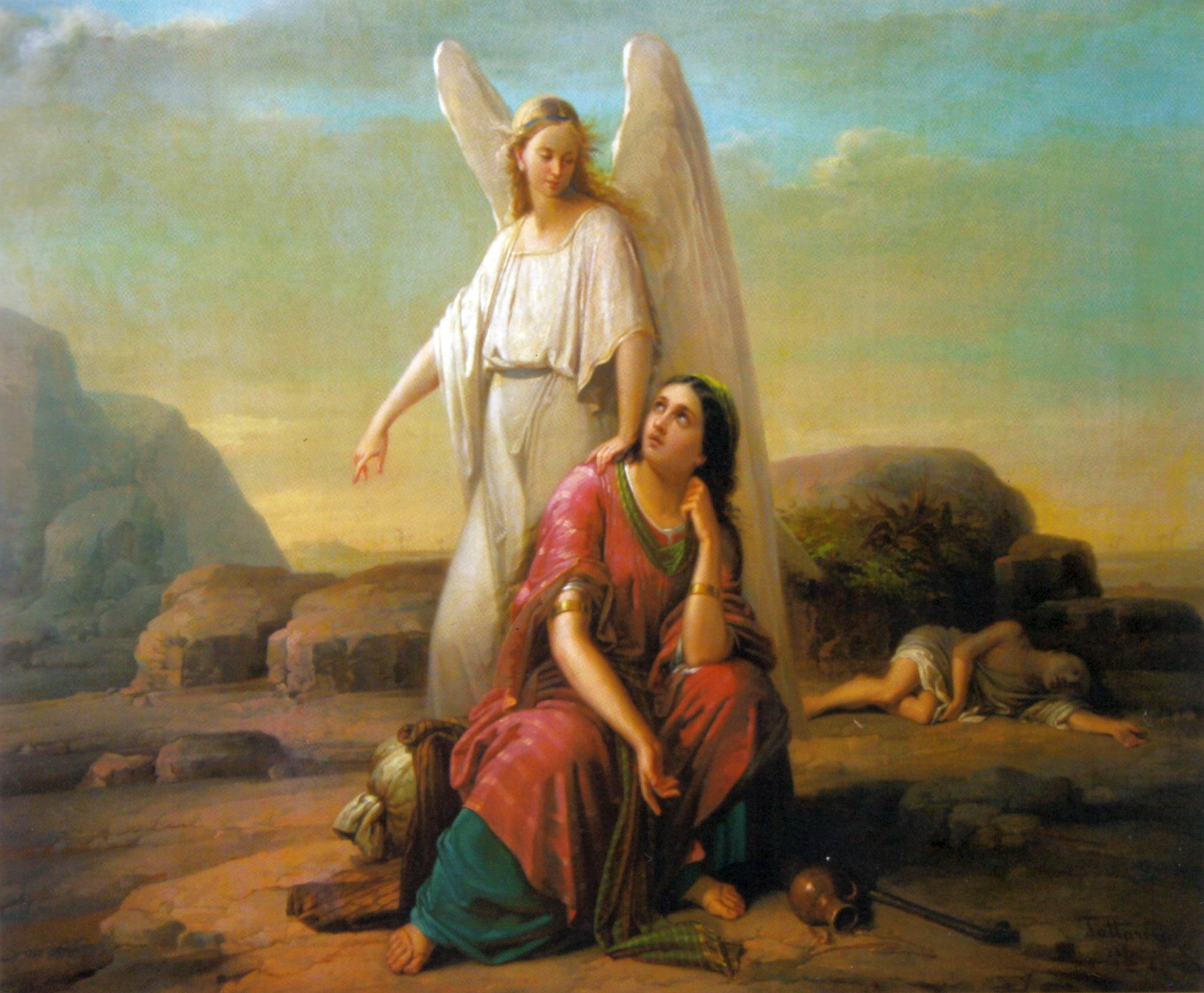
Hágár és Ismáel a sivatagban

Az iszlámban a Koránhoz, illetve az Ószövetséghez fűzött kommentárok, azaz a hadíszek egészítik ki a szentírás olykor hiányos történeteit. Az eredetileg beszámolót, történetet jelentő hadísz ellentétben a midrásokkal vagy a keresztény tanításokkal nem igyekszik elvonatkoztatni az ótestamentumi történetektől, azaz nem teológiai témájú, mindössze kiegészíti és összeköti a hiányos részeket. A hadíszek már Mohamed halála után egy évszázaddal elterjedtek voltak, és újabb évszázad telt el, mire az iszlám vezető teológusai kiszűrték a nem autentikus írásokat. Azok a hadíszek, amelyek Ábrahámról és családjáról szólnak már Mohamed életében ismertek voltak Medinában, amely azt jelzi, hogy az iszlámban Ábrahám és vele Hágár is igen fontos szerepet játszik. Hágár nevét egyébként nem említi a Korán, amely több kiemelkedő iszlám vallási alak esetében is megfigyelhető. Hágár muszlim történetének nagy részét tehát a hadíszek gyűjteményéből ismerhetjük meg.
Hágárt az iszlám vallás ősanyaként, mátriárkaként tiszteli. A muszlim hagyományok igaz hitű nőnek tartják, és kiemelik, hogy Hágár egyistenhitű volt egy pogány világban. Ő Allah kiválasztott hírnöke, prófétája és minden arab nép ősanyja. Hágár nagyrabecsülését igazolja az is, ahogyan az arab nyelvben igyekeztek megtalálni nevének pontos jelentését. Az egyik felfogás szerint Hágár neve az arab hadzsara szóból ered, amely azt jelenti, hogy „elválasztva a gonosztól”. Ezzel feltehetőleg szintén Hágár monoteizmusára utaltak. Más források úgy vélik, hogy Hágár neve kapcsolatban áll a hidzsara szóval, amely az iszlám öt oszlopának egyikét, és a mekkai zarándoklatot jelöli.
Az iszlám hagyományok két történetben írják le Hágár származását. Az egyik nagyrészt megegyezik a zsidó midrásokban leírt történettel, miszerint Hágár a fáraó lánya volt, akit az uralkodó Ábrahámnak ajándékozott feleségül, mivel úgy gondolta, hogy Sára a testvére. A prófétákról szóló hadísz, a Khiszasz al-Anbijja szerint viszont Hágár Magreb királyának lánya volt, aki Szalih próféta leszármazottja volt. Hágár apját egy háborúban megölte Egyiptom uralkodója, Dhu l-'arsh fáraó, és a hercegnő így került az egyiptomi udvarba rabszolgaként. Évek múltán a fáraó felszabadította Hágárt, hiszen királyi vér csörgedezett az ereiben, és úrnővé tette, aki a fáraó minden vagyona felett rendelkezhetett. Amikor a fáraó átvette Ábrahám vallását, Hágárt Sárának adta, aki továbbadta a szolgálólányt Ábrahámnak. Ebben az értelemben Hágár nevét a cha adzsruka szavakból származtatják, ami azt jelenti, hogy itt a jutalmad.
Miután Hágár Ábrahám felesége lett hamarosan gyermeket fogant, ami az iszlám hadíszek szerint is fordulópontot jelentett Sára és Hágár kapcsolatában. Amikor Ismáel megszületett, akinek arcából Mohamed dicsőséges fénye áradt, Sára féltékeny lett, és azt követelte Ábrahámtól, hogy űzze el az egyiptomi szolgálót és fiát. Ábrahám azonban meg akarta kímélni elsőszülött gyermekének az életét. Sára arra is megesküdött, hogy addig nem lesz nyugta, amíg kezeit Hágár vérébe nem mártja. Erre Ábrahám átlyukasztotta Hágár fülcimpáit, és a kibuggyanó vért Sára kezeire folyatta, hogy baj nélkül beváltsa Sára esküjét. Az iszlám hagyományok szerint ettől kezdve hordanak a nők fülbevalót.

### Ábrahám és Hágár utazása a sivatagban
Amikor Sára végül kilencvenéves korában megszülte Izsákot, kiújult az ellentét a két nő között. Ekkor Ábrahám ellátta élelmiszerrel és vízzel Hágárt valamint elsőszülött fiát, majd elvitte őket Fárán pusztájába, a mai Mekka vidékére. Az utazás a hadísz szerint Szíriában kezdődött, és Gábriel arkangyal vezette őket Mekka földjére. Az út egy részét szárnyas paripán tették meg, és amikor megérkeztek, Gábriel megmutatta Ábrahámnak a Kába követ. Ezt követően az Úr azt parancsolta Ábrahámnak, hogy hagyja Hágárt és gyermekét magára a sivatagban, mert próbára akarja tenni az asszony hitét. Amikor Hágár is tudomást szerzett az Úr akaratáról tiszteletben tartotta a döntést, és zokszó nélkül elengedte maga mellől Ábrahámot.
Ebben a történetben tehát Ábrahám nem űzi el táborából Hágárt, mint ahogyan azt a zsidó hagyományok mondják, hanem inkább egy másik helyre telepíti őt az Úr akaratának megfelelően. A hadíszek mindössze egyetlen részletben térnek el egymástól, nevezetesen Ismáel születésének az idejében. A fent leírt történet egybecseng a midrások hagyományával, miszerint Ismáel körülbelül 13 éves volt, amikor elhagyta apja táborát. Egyes források szerint amikor Gábriel vezetésével megérkeztek Fárán pusztájába, Ismáel még csak csecsemő volt. Más hagyományok pedig úgy tudják, hogy Ismáel már az új földön született, Mekka közelében.
Miután Ábrahám elment, minden változat kiemeli, hogy Hágár hamarosan kifogyott készleteiből. Víz nélkül Ismáel is szomjazott, és Hágár kétségbeesve kutatott forrás után a sivatagban. Letette haldokló gyermekét egy fa alá, hogy könnyebben bejárhassa a vidéket. Ezután megmászta a vidék két hegyét, a Szafát és a Marvát víz után kutatva. Összesen hétszer tette meg a két hegy csúcsa közötti utat, amikor Gábriel megjelent előtte, és biztosította őt, hogy az Úr meghallgatta imáit. Azzal botjával (más források szerint szárnyával vagy talpával) vizet fakasztott a sivatag porából.
Egy másik leírás szerint Hágár a Marva hegy lábánál hagyta újszülött gyermekét, és a Szafához igyekezett vízért. Aggodalmában minduntalan visszatért gyermekéhez a Szafáról. Ezt hétszer ismételte meg, és amikor hetedjére visszatért gyermekéhez, az Úr egy forrást fakasztott Ismáel mellett. A forrás olyan bő vizű volt, hogy Hágár később gátat emeltetett fölé, majd letelepedett a kút mellett. Ezzel alapították meg Mekka városát. A kutat mind a mai napig Zamzam kútnak nevezik, ugyanis a legenda szerint amikor Hágár meglátta a gyermeke mellett feltörő forrást, így kiáltott: Zam! Zam!, vagyis Állj! Állj!

### Ismáel feláldozása

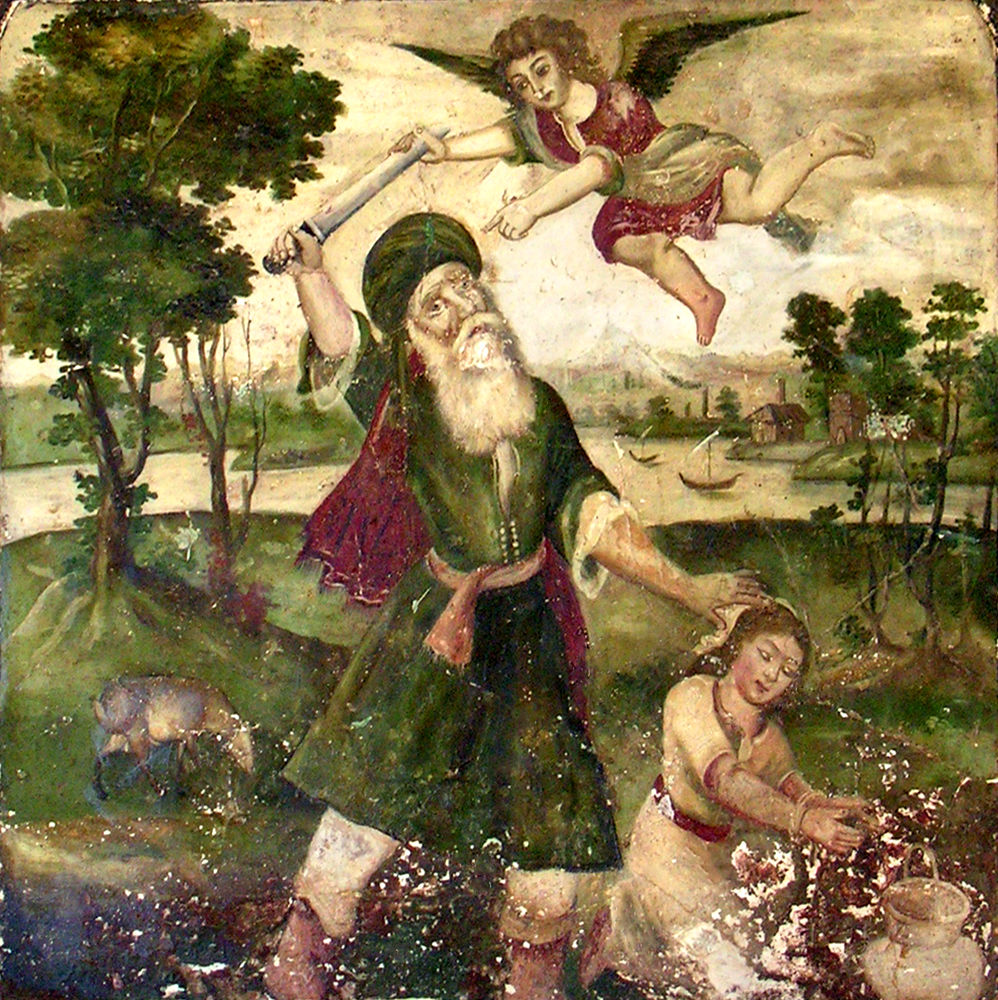
Ábrahám feláldozza Ismáelt

Az iszlám tanítása szerint Ábrahám minden hónapban meglátogatta Hágárt és Ismáelt a Zamzam kút mellett. Amikor Ismáel 13 éves volt, az Úr álmot küldött Ábrahámra, és megparancsolta neki, hogy váltsa be ígéretét, és áldozza fel gyermekét. Ábrahám háromszor álmodott a kurbánról, vagyis a fia feláldozásáról, mire meggyőződött arról, hogy az valóban az Úr akarata. Felkerekedett hát, és elment Hágárhoz. Megparancsolta feleségének, hogy fürdesse meg Ismáelt és öltöztesse fel ünneplő köntösbe. Miután magára hagyták Hágárt, maga a Sátán kísértette meg az aggódó anyát. A Sátán megkérdezte Hágárt, hogy tudja-e, hogy Ábrahám elment Mina pusztájába gyermekükkel. Hágár azt felelte, hogy tudja: Ismáel segít az apjának fát vágni. Ekkor a Sátán elmondta neki, hogy Ábrahám nem fát vágni vitte el Ismáelt a pusztába, hanem azért, hogy megölje. „Az meg hogy lehet,” kérdezte Hágár, „hiszen ugyanúgy szereti őt, mint én!” A Sátán erre azt válaszolta, hogy Ábrahám úgy véli, hogy az Úr parancsára cselekszik, mire Hágár azt felelte, hogy amennyiben valóban Allah parancsa volt Ismáel feláldozása, akkor hagyni kell Ábrahámot, hadd váltsa be az Úr parancsát.
Amikor Ábrahám kiért a pusztába, elmesélte fiának, hogy mire készül. Maga Ismáel is azt mondta, hogy ha apja áldozatul ígérte őt az Istennek, akkor belenyugszik sorsába. Ábrahám egy sziklához kötözte Ismáelt, és amint felemelte kését, hogy gyermeke vérét ontsa, megjelent Gábriel arkangyal, és megállította Ábrahám kését. Az angyal elmondta, hogy az Úr próbára tette Ábrahám hitét, amely igencsak erősnek bizonyult, így hát megáldja őt, és gyermekét is. Ábrahám egy bárányt áldozott fel gyermeke helyett, és évek múltán, amikor Ismáel férfivá cseperedett, az áldozat helyén építették fel a Kába szentélyt, ott, ahol ma is áll.
Hágár tisztelete haláláig megmaradt. A hagyományok szerint Mekkában temették el, közel a Kába kőhöz, ahol később Ismáelt is eltemették. Sírjaik mind a mai napig az iszlám legszentebb helyei között vannak

### A Hádzs
A Hádzs az iszlám öt oszlopának egyike, amely Ábrahám, Hágár és Ismáel megpróbáltatásainak és áldozatának állít emléket. Mindkét nagy mekkai muszlim zarándoklat (a Hádzs és az Umra) középpontjában áll Hágár története. A zarándoklatok első napján a zarándokok, miután a Kába követ az óra járásával megegyező irányban hétszer megkerülték, hétszer sétálnak, illetve futnak a Szafa és a Marva hegyek közötti ösvényen. Ezzel emlékeznek meg arról, hogy Hágár a két hegy között kétségbeesve vizet keresett. Ezt a szokást szájnak (arabul سَعِي) nevezik. Ez a hagyomány az anyaság és a női erények ünnepe az iszlámban. Miután a zarándokok hétszer megtették a két hegy közötti utat, a Zamzam kúthoz igyekeznek, ahol isznak a csodálatos kút vizéből.

## Hágár a művészetben

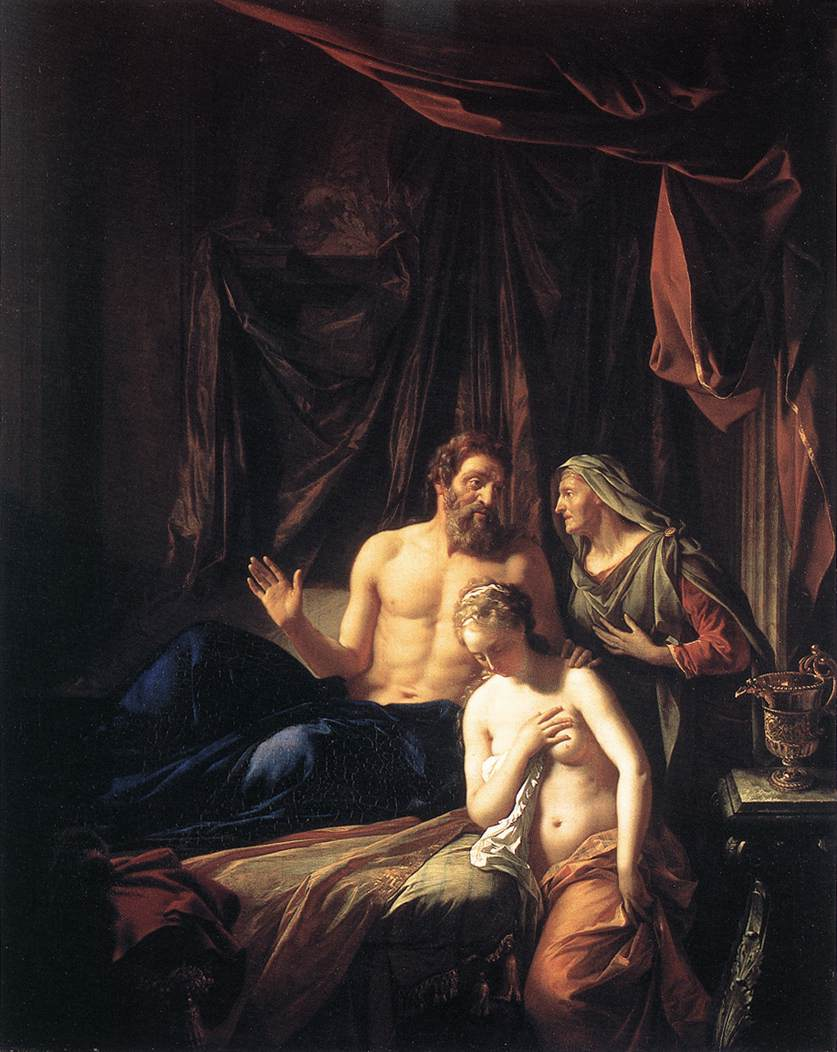
Adriaen van der Werff: Sára bemutatja Hágárt Ábrahámnak

Mivel Ábrahám és két feleségének története nagyon fontos szerepet játszott az ábrahámi vallások szétválásában, ezért nem csoda, hogy szerepük a művészetekben is kiemelkedő. Ez pedig felettébb igaz Hágárra, akinek a szerepe a nyugati művészetben korról korra változott. Nagy általánosságban elmondható, hogy elsősorban a keresztény hagyományok nyomán Hágár a kivetettek, az elutasítottak, a szolgálók szerepében tűnik fel. Ez a szerep azonban gyakran mosódott össze az együttérzés és a szánalom motívumaival.

### Festészet és szobrászat
Hágár történetét a festőművészet általában három nagy témakörben dolgozza fel. A bibliai sorrendet követve ezek közül az első Hágár bemutatásának a jelenete, amelyben a legjelentősebb mű Adriaen van der Werff 1699-ben készült festménye, a Sára bemutatja Hágárt Ábrahámnak. A holland festő a rá jellemző stílusban erotikus tartalommal tölti meg a jelenetet. Hágárt félmeztelenül, alázatos pozícióban állítja a kompozíció középpontjába. Érdekes, hogy a kép Ábrahámot és Hágárt szépnek ábrázolja, míg Sárát öregnek.

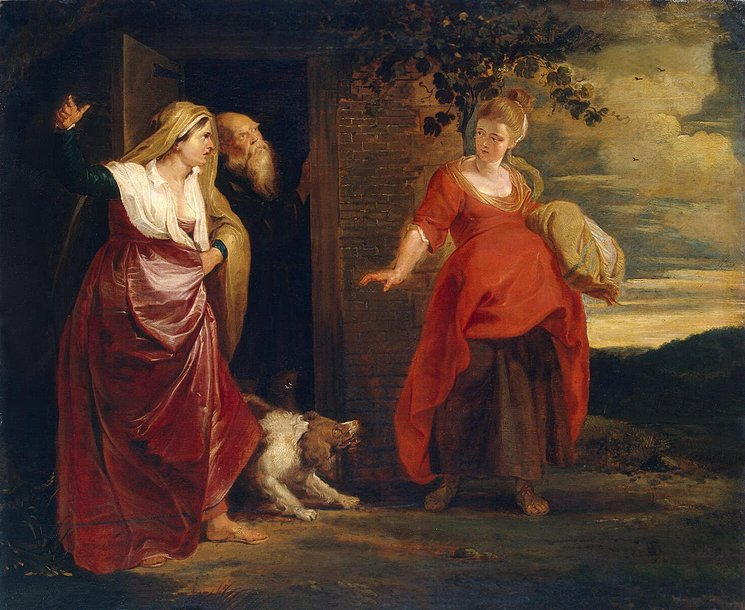
Peter Paul Rubens: Hágár elhagyja Ábrahám otthonát

A második témakör Hágár kiűzetésével foglalkozik. A megalázott anya elbocsátásának témájában született a legtöbb kép. Az Ószövetség leírása szerint Ábrahám kétszer küldte el házától Hágárt: először akkor, amikor megfogant; másodjára pedig akkor, amikor Ismáel már tizenéves gyermek volt. Mindezen festmények közül a legismertebb Rubens alkotása, aki 1615 és 1617 között alkotta meg a Hágár elhagyja Ábrahám otthonát című művét, amelyet jelenleg az Ermitázsban őriznek. Rubens igyekezett a két szembenálló nő érzelmeit megfesteni: Sára tekintete hordozza a gyilkos féltékenységet, míg Hágár arca békülékenységet, meghökkentséget ábrázol. A festő a vörösek árnyalatával is igyekezett kifejezni a két nő közötti feszültséget, hiszen Sára gazdag, nehéz és sötétebb vörös anyagú ruhát visel, kifejezve ezzel felsőbbrendűségét, míg Hágár egy egyszerűbb, piros ruhát. Az anyagiaktól elvonatkoztatva azonban az is megfigyelhető, hogy Hágár alakja hordozza magában a fiatalos hévet, azt a nőt, akit valóban szeretni lehet. Ezt fejezi ki élénk ruhája, fiatalos arca és az is, hogy terhes. Ez utóbbi egyúttal azt is tudatja velünk, hogy Rubens ezt a képet Hágár első száműzetéséről festette. A képen Ábrahám a háttérbe húzódik, jelezve bizonytalanságát illetve azt, hogy Hágár száműzése kényszeredett döntés volt számára. Ugyanezt a jelenetet más hangulatban festette meg egy évszázaddal később, 1719-ben Giovanni Battista Tiepolo Hágár kiűzése című festményén. A sötét árnyalatokkal megfestett jelentben Ábrahám játssza a főszerepet, és Sára a háttérben marad. Hágár férje előtt a földre borulva könyörög kegyelemért, de Ábrahám hajthatatlan.

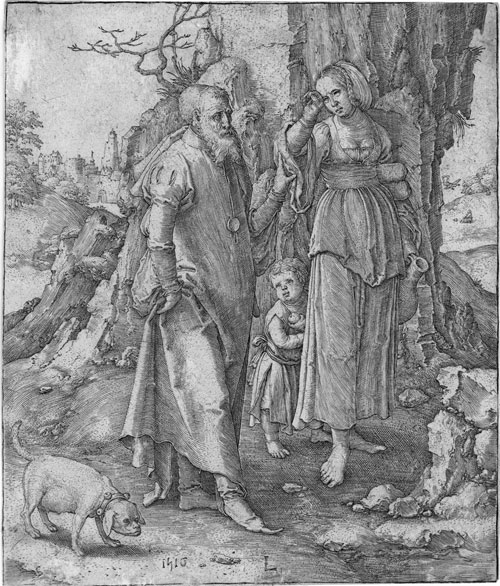
Lucas van Leyden: Ábrahám kiűzi Hágárt

Hágár második kiűzetéséről készült Lucas van Leyden rézmetszete 1516-ban, amelyen immár Ismáel is megjelenik. A metszet érdekessége az, hogy a képen nemcsak Hágár és gyermeke arcán jelenik meg a szomorú könyörgés, hanem Ábrahám tekintetében is a kimerült bánat fedezhető fel.

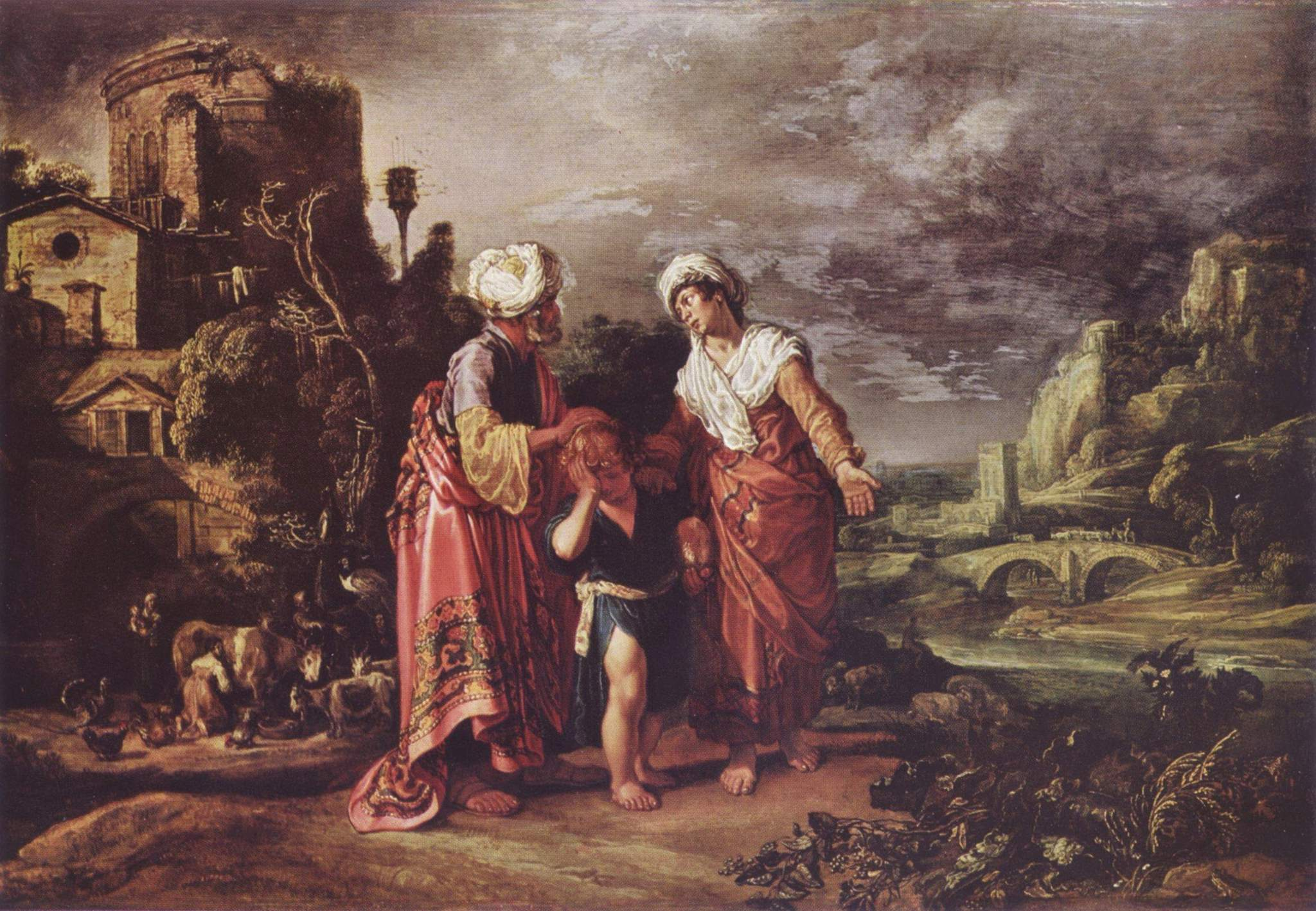
Pieter Lastman: Hágár búcsúja

Pieter Lastman 1612-ben elkészült festménye, a Hágár búcsúja családias hangulatot áraszt: a gazdagon öltözött Ábrahám mintegy áldásként helyezi rá Ismáel fejére a kezét. Ugyanezt a jelenetet dolgozta fel Jan Victors is Kiűzött Hágár című művével, illetve Guercino az 1657-ben megfestett Ábrahám elküldi Hágárt és Ismáelt c. képén. A történet megragadta a híres tájképfestő, Claude Lorrain fantáziáját is. Az 1668-ból való Ábrahám kiűzi Hágárt és Ismáelt című képének érdekessége éppen abban rejlik, hogy a három alak eltörpül a természetben. A képen szinte teljesen elrejtve jelenik meg Sára, aki a búcsúzás jelenetét a hatalmas, antik épület erkélyéről nézi végig. Johann Conrad Seekatz 1765-ben befejezett Hágár kiutasítása című képe, és Giovanni Benedetto Castiglione 1649-es Hágár kiutasítása c. festménye is ehhez a témához tartozik.

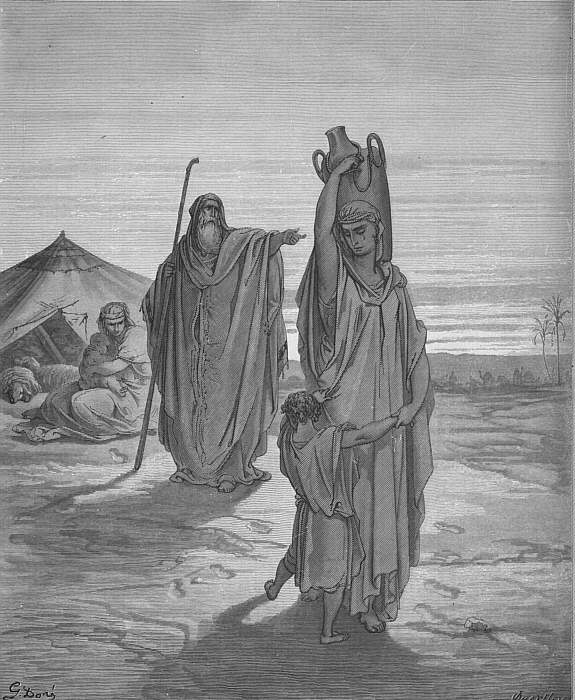
Gustave Doré: Ismáel és anyja kiűzetése

A harmadik megjelenített témakör Hágár sivatagbeli bolyongásait öleli fel. Ebben a témában szintén több munka született, amelyek többsége az angyal megjelenését ábrázolja. Ennek legkorábbi példája Andrea Sacchi 1630-ban befejezett Hágár és Ismáel a sivatagban c. műve. Ezt a jelenetet festette meg többek között Giovanni Lanfranco, Guercino, Gerbrand van den Eeckhout, Carel Fabritius, Karel Dujardin, Nicolas Colombel, Gustave Doré, Marcantonio Franceschini, Giovanni Battista Tiepolo, Charles Lock Eastlake, James Eckford Lauder és Jean-Baptiste Camille Corot.

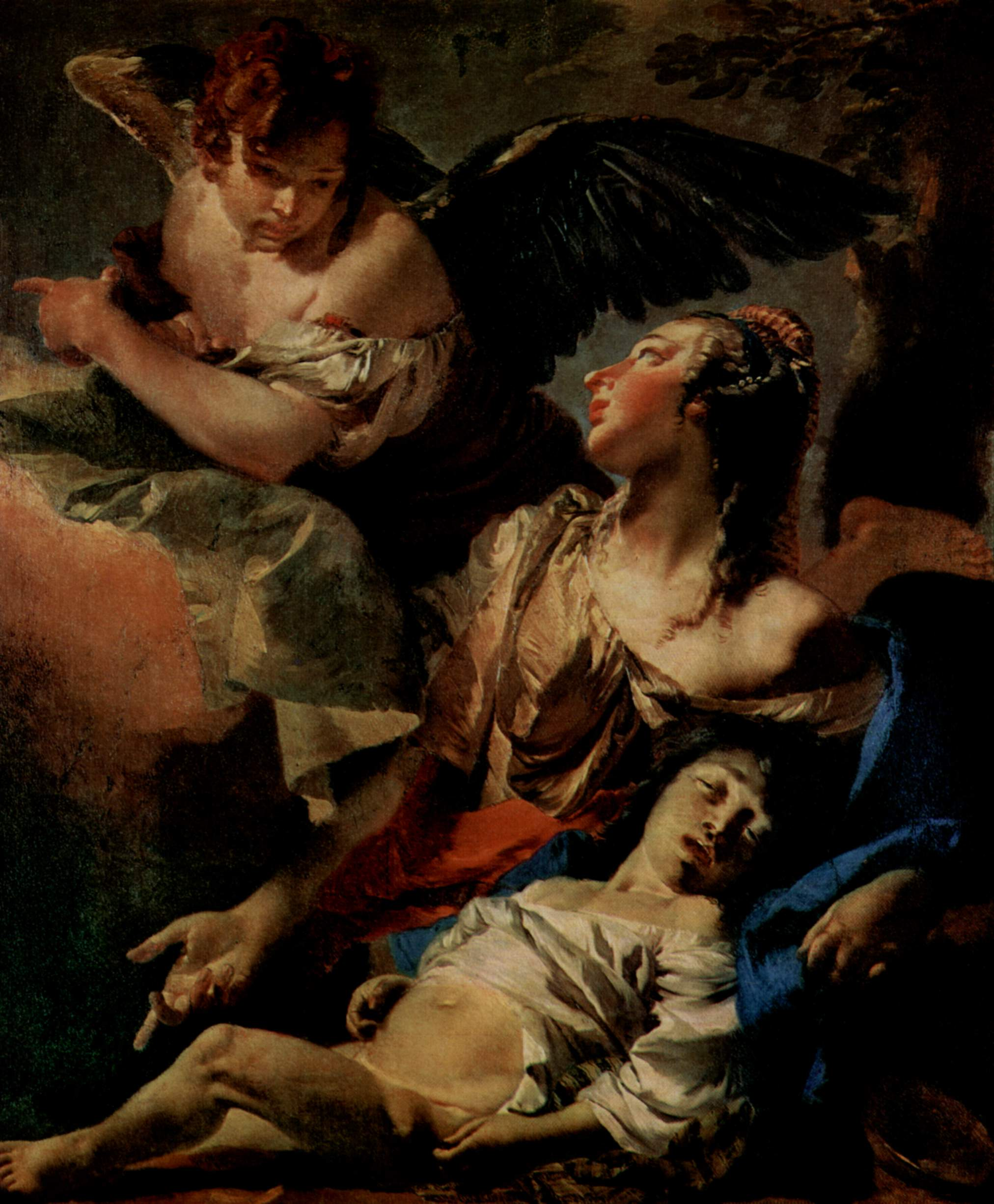
Giovanni Battista Tiepolo: Hágár és Ismáel

Ebben a témában két jelentős alkotó festményét érdemes kiemelni. Az egyik Nicolas Poussin Hágár és az angyal című festménye 1660-ból, amely ismét a természetet, a tájat helyezi előtérbe. A képen az eltévedt Hágár a fölötte megjelenő angyal utasításait igyekszik kitalálni és követni. Az isteni hírnök a meredek sziklák és a tornyosuló fekete fellegek felől a napfény felé irányítja Ábrahám elűzött feleségét. A másik mű Marc Chagall Hágár a sivatagban című képe 1960-ból. Ez a kőnyomat magán viseli a 20. századi szürrealizmus nyomait, amely érdekesen ötvöződik az ókori, bibliai témával. A képen Hágár magához öleli a gyermek Ismáelt. Mind az alakok pozíciója, mind azok arckifejezése bánatot, szorongást és keserűséget fejez ki. Ezzel áll ellentétben az angyal közelsége, amely a remény elérhetőségét, a karnyújtásnyira lévő segítséget szimbolizálja. Hágár Chagall számára az Úr mindenhatóságát, állandó jelenlétét és segítségét rejti magában.

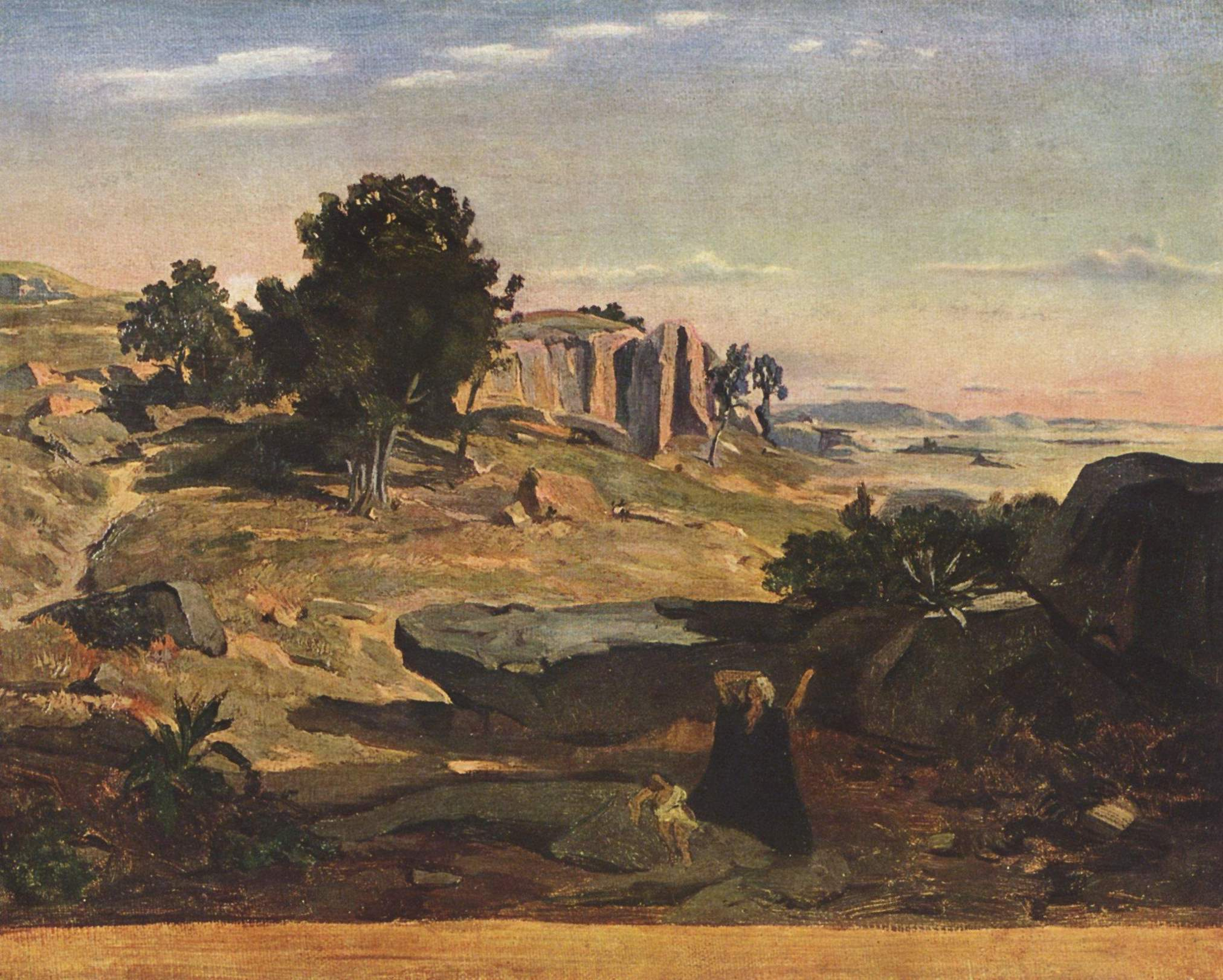
Jean-Baptiste Camille Corot: Hágár a sivatagban

A szobrászat területén Hágárról két említésre méltó műalkotás készült. Az egyik Edmonia Lewis alkotása, aki az első világszínvonalon elismert afro-amerikai szobrász volt. A Hágár című szobrot a művész 1875-ben készítette el fehér márványból. Hágár imára kulcsolja kezeit, és enyhén az ég felé emeli tekintetét. Ebben az értelemben Lewis Hágárt az afrikai anya megszemélyesítéseként ábrázolja, aki a kontinens nőinek kihasználtságát is magában hordozza. Emellett Hágár ábrázolása feltehetőleg a reményt is kifejezte a katolikus művész számára. A másik szobrot George Segal készítette 1987-ben Búcsú Ismáeltől címmel. A szoborcsoport középpontjában Ábrahám öleli meg elsőszülött fiát, mégis a figyelmet Hágár elforduló alakja ragadja meg. A búcsú jelenetétől elzárkózó Hágár arckifejezése és testtartása is nagyszerűen fejezi ki az elkerülhetetlen csalódást és fájdalmat.

## Hágár politikai jelentősége

### Izrael
Hágár kiűzetése, és ebből fakadóan az Ószövetségre épülő isteni törvények és jogok mind a mai napig élénk vitát váltanak ki Izrael térségében. Az utóbbi években a modern zsidó állam Hágár történetét egyre inkább a palesztin kivonulással kapcsolja össze, amely annak köszönhető, hogy az utóbbi évtizedben egyre több izraeli író és művész is ezt sugallta műveiben.
Az 1970-es évektől kezdve vált jellemzővé Izraelben, hogy a szülők politikai nézetüknek hangot adva választották gyermeküknek a Hágár nevet. Az egyre szaporodó névadás leginkább a baloldali szimpatizánsok körében vált népszerűvé, akik rendszerint a palesztinokkal és az arab világgal való kibékülés támogatói. Ezt a magatartást természetesen sokan ellenzik, főleg a nacionalisták és az ortodox zsidók. Ez a különös mozgalom mind a mai napig szerepet játszik Izrael politikai életében, hiszen 2000-ben jelent meg először a Hágár: Tanulmányok kultúráról, politikáról és identitásról című folyóirat, amelynek céljai megegyeznek a fent említett szülők céljaival.
Az izraeli Nők feketében nevű mozgalom nem hivatalosan átnevezte a jeruzsálemi Párizs teret Hágár térre. A háború-ellenes mozgalom Hagar Roublev, a neves izraeli feminista és békeaktivista tiszteletére nevezte át a teret, így ennek a térnek nincsen köze a bibliai Hágárhoz. Mindemellett szerencsés a névválasztás, hiszen Hágár alakja a két nép és a két vallás közti híd szerepét tölti be az izraeli közéletben. A mozgalom immár 1988 óta minden pénteken a Hágár téren tart virrasztást a háborúk beszüntetése érdekében.

### Hágár az afroamerikai kultúrában
Érdekes összeköttetés alakult ki az Amerikai Egyesült Államok területén élő fekete közösségek és Hágár között. Leginkább a fekete bőrű feministák hangoztatják, hogy Hágárnak tulajdonképpen ugyanolyan sors jutott, mint a történelmi amerikai fekete rabszolgáknak. Wilma Bailey egy cikkében úgy utal rá, mint szolgálóra, rabszolgára. Úgy tekint Hágárra, mint a hatalom, a képesség, az erő és a mozgatóerő modelljére. A cikk amellett érvel, hogy Sára és Hágár kapcsolata a mintapéldája az etnikai előítéleteknek, amelyeket csak súlyosbít a gazdasági és szociális kihasználás.
Delores S. Williams nőjogi teológus szerint az afroamerikai közösség Hágár történetét teljes mértékben magára vette. Hágár a Biblián keresztül nők generációinak sorához szólt, és a mélyen vallásos fekete közösségben termékeny táptalajra talált. Ő és Ismáel együtt, mint egy család, sok amerikai fekete család modelljét testesíti meg, amelyben a nő illetve az anya gyakran egyedül próbálja összetartani a családot a szegénység és a társadalmi előítéletek ellenére. Az Ószövetségben Hágár, mint a valóságban sok fekete nő is, nekiindul a széles világnak, hogy biztosítsa megélhetését saját és gyermeke számára, mindössze Istent maga mellett tudva. Éppen ezért Hágár alakja azt a gondolatot közvetítheti, hogy a túlélés a legmostohább körülmények között is lehetséges.